# 罗纳德·里根加州大学洛杉矶分校医疗中心
罗纳德·里根加州大学洛杉矶分校医疗中心（英語：Ronald Reagan UCLA Medical Center），原名加州大学洛杉矶分校医疗中心（英語：UCLA Medical Center），是一家位于美国加利福尼亚州洛杉矶西木区加州大学洛杉矶分校校园内的医院。它目前被《美国新闻与世界报道》评为美国最佳医院第五名，在加利福尼亚州和西海岸排名第二（仅次于也位于洛杉矶的西达赛奈医疗中心）。该医院为洛杉矶及周边社区提供三级医疗护理服务。
加州大学洛杉矶分校医学中心拥有几乎涵盖所有医学和护理以及牙科主要专业的研究中心，是加州大学洛杉矶分校大卫·格芬医学院和加州大学洛杉矶分校护理学院的主要教学医院。医院的急诊科是经过认证的 I级创伤中心，适用于成人和儿童患者。罗纳德·里根加州大学洛杉矶分校医疗中心是 UCLA Health 的组成部分。UCLA Health 是加州大学洛杉矶分校附属研究医院和医疗机构的综合性联盟，包括罗纳德·里根加州大学洛杉矶分校医疗中心、圣莫尼卡加州大学洛杉矶分校医疗中心、加州大学洛杉矶分校雷斯尼克神经精神病医院、加州大学洛杉矶分校美泰儿童医院和加州大学洛杉矶分校医疗集团。

## 历史
2008年6月29日，新的罗纳德·里根加州大学洛杉矶分校医疗中心开业并全面投入运营，并取代了街对面的旧设施。在1994年的北岭地震中，原有医院大楼内部结构遭受到了中度损坏。由于该地区的许多医院在地震中遭到严重破坏，许多受伤人员不得不被长途运送以接受紧急护理，加利福尼亚州通过了一项修正案 SB1953，要求所有医院在2008年之前将他们的紧急护理和重症监护病房改建为抗震建筑。
1998年项目的最初预算为5.98亿美元，于1999年开始施工，至2004年完工。由于建筑成本上升和医疗发展导致的设计变更，成本超支和施工延误，导致建筑价格上涨至8.29亿美元。为新大楼购买的设备使总成本增加到超过10亿美元。联邦紧急事务管理局为该项目提供了4.32亿美元的抗震救灾资金，加利福尼亚州提供了4400万美元。私人捐款为该项目筹集了超过3亿美元，其中1.5亿美元以里根总统的名义捐款。新建筑的建造可承受8.0级地震，是加利福尼亚州首批按照最新抗震标准建造的建筑之一。
这座占地105万平方英尺（98,000平方米）的新医院以美国前总统兼前加利福尼亚州州长罗纳德·里根的名字命名。它是由贝氏建筑事务所的贝建中与他的父亲——普利兹克奖获奖建筑家贝聿铭合作设计的。新医院共有525张床位，比起被替换掉的旧医院要更少。重症监护病房的病床将可供护士和医生360度使用，手术室的地面布置将模块化，允许它们随着医疗技术的发展而扩展和重新配置。医院铺设有机械打磨的米色水平纹理石灰华大理石面板，由名为卡罗·马里奥蒂（Carlo Marrioti）的商人以低于市场价格的价格出售。他是一家意大利采石场的所有者，曾经在加州大学洛杉矶分校接受过癌症治疗。石灰华元素固定在由俄勒冈州波特兰市的本森工业（Benson Industries）公司开发的精密联锁镶板铝包层系统上。建筑围护结构旨在抵御和承受严重的地震事件，并保持出色的空气和水渗透抵抗力。
旧中心本身是一座庞大的11层砖砌建筑，由韦尔顿·贝克特设计。它被认为是早期现代建筑的里程碑。该中心分几个阶段建造，第一阶段于1953年竣工。医院采用交叉翼楼的“井字”布局，在整个建筑群中形成了一系列庭院。一楼的不同寻常之处在于它的大部分墙壁完全覆盖着一层厚厚的自然风化、未填充的石灰华，营造出一种不寻常的“有机”外观。与贝克特的许多设计一样，它的外部建筑非常简单，由一面红砖墙组成，窗户上有水平的不锈钢百叶窗带，以防止阳光直射使建筑物变暖。

## 相关人物

### 医生
- 何大一（1978—1982年任住院医师）[7]
- 路易斯·伊格纳罗（1998年诺贝尔生理学或医学奖得主，UCLA医学院教授）[8]
- 黃馨祥（1983—1991年任职）[9]

### 出生
- 碧昂斯与 Jay-Z 的双胞胎孩子于2017年6月13日[10]

### 去世
- 约翰·韦恩于1979年6月11日[11]
- 马龙·白兰度于2004年7月1日[12]
- 迈克尔·杰克逊于2009年6月25日[13]
- 詹姆斯·凯恩于2022年7月6日[14]